# إم دي تي ديفيد
إم دي تي ديفيد هي ناقلة أفراد مدرعة خفيفة للغاية ومركبة مدرعة خفيفة مجمعة بواسطة شركة إم دي تي آرمور، وهي شركة تابعة أمريكية لشركة شلدوت المحدودة. تعتمد السيارة على منصات لاند روفر ديفندر وتويوتا هايلوكس وتحل محل أيه آي إل ستورم.

## التاريخ
في 6 سبتمبر 2006، حصلت شركة إم تي دي آرمور على عقد بقيمة 10.1 مليون دولار بموجب عقد بسعر ثابت مع تاريخ اكتمال متوقع في 30 يوليو 2007. في 7 أكتوبر 2009، وقع ممثلو شركة أروتيك والصناعات العسكرية الإسرائيلية (IMI) اتفاقية للعمل معًا وتسويق ديفيد في جميع أنحاء العالم باستثناء الهند وإسرائيل والولايات المتحدة.
في 8 يوليو 2020، حصلت شركة إم تي دي آرمور على عقد من قيادة التعاقد بالجيش الأمريكي لشراء سيارات ديفيد بموجب عقد ثابت السعر بقيمة 9,982,848 دولارًا أمريكيًّا مع تاريخ اكتمال تقديري بحلول 31 أكتوبر 2022.  في 19 يوليو 2020، تلقت تشاد 28 مركبة ديفيد للعمليات في إطار مجموعة دول الساحل الخمس. قُدمت 88 أخرى في عام 2021.
في 30 مارس 2023، حصلت شركة إم تي دي آرمور على عقد من قيادة التعاقد بالجيش الأمريكي لشراء سيارات ديفيد بموجب عقد ثابت السعر بقيمة 21,913,585 دولارًا أمريكيًا، ومن المتوقع الانتهاء منه بحلول 30 سبتمبر 2025. في 19 أكتوبر 2023، أعلنت وزارة الدفاع الإسرائيلية عن تسليم شحنات أولية من الولايات المتحدة.
في 15 أبريل 2024، استلمت الإكوادور 45 سيارة ديفيد، باستخدام هيكل تويوتا 79، حيث استُخدمت في عمليات مكافحة الإرهاب. في 11 أغسطس 2024، تلقت الإكوادور ما مجموعه 90 سيارة ديفيد. بحلول 10 ديسمبر 2024، سُلمت جميع السيارات المتعاقد عليها.

## التصميم
صُممت لتوفير الحماية في الصراعات منخفضة الكثافة. إنها قادرة على مقاومة نيران البنادق الهجومية، والانفجارات من الأرض والسقف، وتوفر حماية محدودة ضد العبوات الناسفة المرتجلة.
تحتوي سيارة ديفيد على محرك ديزل توربيني مبرد داخليًا مكون من 4 أسطوانات. يمكنها استيعاب 4 إلى 6 أشخاص مسلحين بالكامل مع ثلاثة أبواب وفتحة سقف و4 إلى 6 نوافذ.